# ベルサイユのばら ドラマCD
「ベルサイユのばら ドラマCD」は、漫画・TVアニメ『ベルサイユのばら』のドラマCDシリーズである。2003年7月21日にインディーズ・メーカーGOHAN RECORDSより「―忘れ得ぬ人・オスカル―」の副題で発売された初のドラマCD（品番 GPCV-1001）には初回限定特典として、ピクチャーレーベル仕様が封入されている。その後、2010年にキャラモモ・モモグレより「サウンドシアター ドラマCD」が3枚発売された。初回限定特典として全て男性声優が演じたフリートークが封入されている。
CDジャケットは全て原作者・池田理代子の描き下ろしイラスト。

## Vol.1 -忘れ得ぬ人・オスカル-
収録内容
1. プロローグ [4:31]
2. 第1章 - オスカル [8:37]
3. 第2章 - バスティーユへ [10:49]
4. 第3章 - 戦いの嵐 [16:48]
5. 第4章 - ベルサイユ宮殿 [5:03]
6. 第5章 - オスカル、命の灯火 [11:15]
7. 第6章 - バスティーユ陥落 [10:28]
8. エピローグ [1:42]
9. 次回予告 [1:38]

スタッフ
- 原作・監修：池田理代子
- 脚本・監督：南原順
- 音楽：久野真澄（元美狂乱）

キャスト
- オスカル：三咲レア
- アンドレ：三木眞一郎
- マリー・アントワネット：井上喜久子
- フェルゼン：家中宏
- ロザリー：三五美奈子
- ジャルジェ将軍：藤城裕士
- ルイ16世：桜井敏治
- アラン：子安武人
- ベルナール：関俊彦
- ド・ローネ侯爵：仲木隆司
- リアンクール侯爵：小室正幸

このメンバーはその後パチンコ台（エース電研・トリプルA）としてリリースされた「CRベルサイユのばら」にも声の出演をしている。

## ベルサイユのばらI
収録内容
1. オスカル VS マリー・アントワネット - 王太子妃殿下（1755年〜1781年）
2. オスカル VS マリー・アントワネット - フランス女王（1755年〜1781年）
3. オスカル VS フェルゼン - 心奪われて（1773年〜1781年）
4. オスカル VS ロザリー - わたしの春風（1775年〜1781年）
5. オスカル VS アンドレ - はかない愛（1755年〜1781年）
6. エピローグ／キャストコール
7. キャストコメント

スタッフ
- 原作・監修：池田理代子
- 脚本・監督：立木ミル
- 音楽：漁場直太

キャスト
- オスカル：森川智之
- アントワネット：鈴木達央
- アンドレ：鈴村健一
- フェルゼン：遊佐浩二
- ロザリー：前野智昭
- メルシー伯 / デュ・バリー伯夫人：鈴木千尋
- ベルナール / ポリニャック伯夫人：羽多野渉
- ばあや：間島淳司
- ルイ15世：最上嗣生
- ノアイユ伯夫人：大原崇
- ジャルジュ将軍：遠藤大智
- 侍従：小泉智朗
- 貴婦人A：岡崎雅紘
- 貴婦人B：森川竜太

## ベルサイユのばらII
収録内容
1. ACT1. for ベルナール・シャトレ
2. ACT2. for アラン・ド・ソワソン
3. ACT3. for マリー・アントワネット＆フェルゼン
4. ACT4. for ジェローデル
5. ACT5. for アンドレ
6. ACT6. for エピローグ／キャストコール

イメージソング
1. 誓い
Vocal：ヒロカズ
作詞：立木ミル・漁場直太 - 作曲：漁場直太 - 編曲：森正明

スタッフ
- 原作・監修：池田理代子
- 脚本・監督：立木ミル
- 音楽：漁場直太

キャスト
- オスカル：森川智之
- アントワネット：鈴木達央
- アンドレ：鈴村健一
- フェルゼン：遊佐浩二
- ロザリー：前野智昭
- アラン：中井和哉
- ベルナール：羽多野渉
- ディアンヌ：武内健
- ジェローデル：岸尾だいすけ
- ばあや：間島淳司
- ジャルジェ将軍：遠藤大智
- ダグー大佐：宮崎寛務
- ブイエ隊長：萩野晴朗
- 分隊長：奈我夜芳秋

## ベルサイユのばらFIN
収録内容
1. わが想い
2. 共に…
3. バスティーユへ
4. 誇り
5. 命をかけた愛
6. 祈り
7. エピローグ／キャストコール
8. キャストコメント
9. FIN
Vocal：ヒロカズ
作詞：ウカンムリ - 作曲：漁場直太 - 編曲：森正明

スタッフ
- 原作・監修：池田理代子
- 脚本・監督：立木ミル
- 音楽：漁場直太

キャスト
- オスカル：森川智之
- アントワネット：鈴木達央
- アンドレ：鈴村健一
- フェルゼン：遊佐浩二
- ロザリー：前野智昭